# Plestiodon dugesii
Espèce
Synonymes
- Eumeces dugesii Thominot, 1883

Statut de conservation UICN

 VU B1ab(iii) : Vulnérable
Plestiodon dugesii est une espèce de sauriens de la famille des Scincidae.

## Répartition

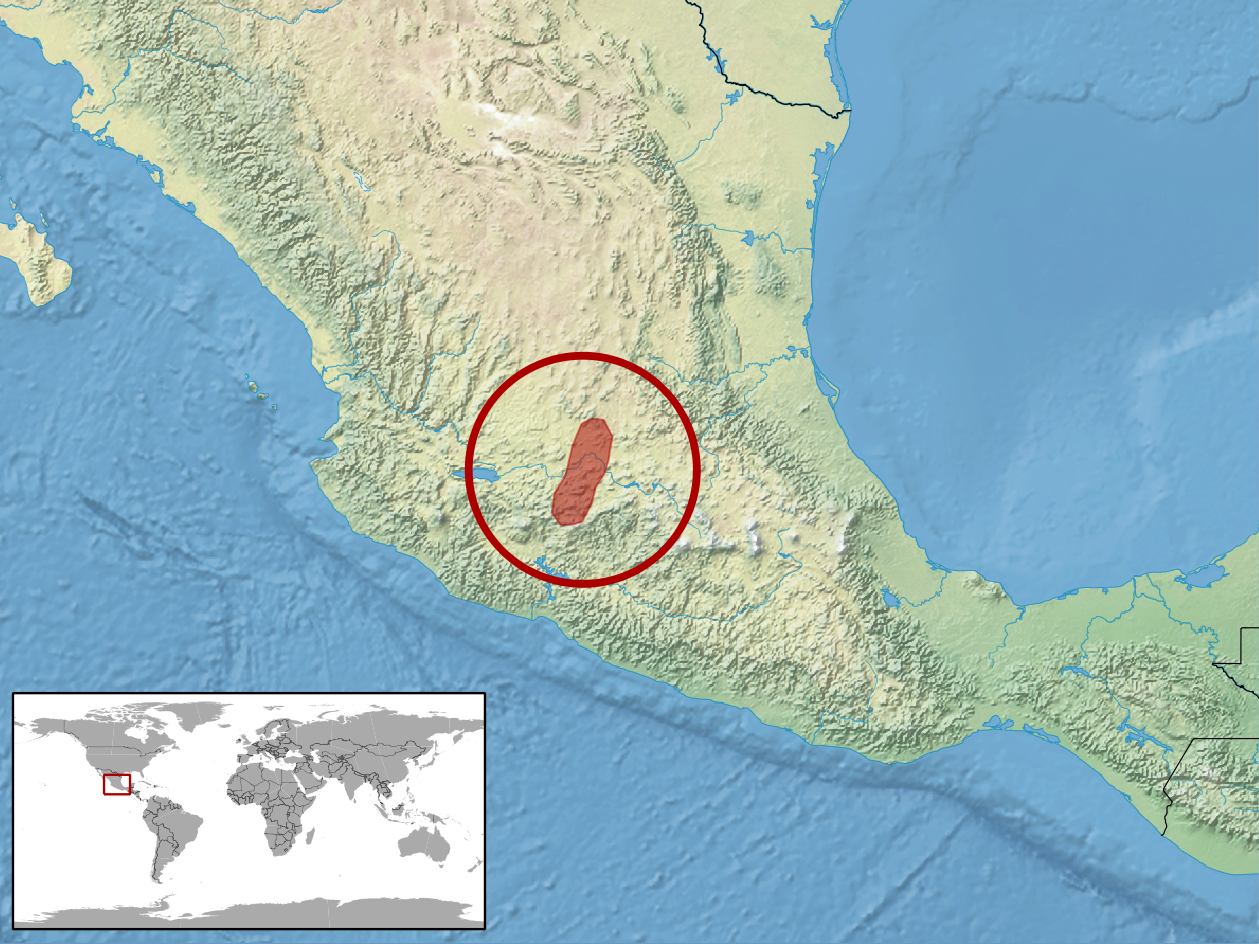
Répartition de l'espèce.

Cette espèce est endémique du Mexique. Elle se rencontre dans les États de Guanajuato et du Michoacán. Sa présence est incertaine dans l’État de Jalisco.

## Étymologie
Cette espèce est nommée en l'honneur d'Alfredo Dugès.

## Publication originale
- Thominot, 1883 : Note sur un reptile d'espèce nouvelle provenant du Mexique et appartenant au genre Eumeces. Bulletin de la Société philomathique de Paris, sér. 7, vol. 7, p. 138-139 (texte intégral).